# Août 1905

## Événements
- 5 août - 12 août (Boulogne-sur-Mer, France) : premier congrès mondial d'espéranto.
- 7 août : Lord Curzon opère la partition du Bengale en Inde (effective le 16 octobre).
  - Mouvement de masse sur le thème du swaraj (self-government) inspiré par Bal contre le partage de la province du Bengale. Les activistes, dont certains appartiennent au Congrès national indien, mettent au point de nouvelles formes d’actions : boycott des produits anglais et des écoles anglaises.
  - À la suite de la partition du Bengale, naissance d'un mouvement terroriste militant en Inde inspiré par l’hindouisme et dirigé par Bal Gangadhar Tilak, un brahmane du Maharashtra (1905-1909).
- 8 août : au terme de longs pourparlers, une guerre peut être évitée et la dissolution de l’Union est décidée sous réserve que la décision du 7 juin soit ratifiée par référendum (368 208 oui pour 184 non).
- 12 août : renouvellement du traité anglo-japonais sur le partage de l’influence entre les deux pays en Asie. Les Britanniques concluent une alliance avec le Japon pour la défense conjointe de l’Inde et de la Malaisie.
- 13 août : en Norvège, 99 % de la population approuve la séparation d'avec la Suède.
- 13 - 14 août : fondations de l’union paysanne panrusse à Moscou et de l’Union musulmane panrusse à Nijni Novgorod (août).
- 18 août : le tsar Nicolas II de Russie accepte la création d'une Douma, (assemblée), élue au suffrage restreint et indirect (Douma Boulyguine).
- 21 août - 29 septembre : accords de Karlstad. L’Union entre la Norvège et la Suède est effectivement dissoute.
- 26 août : le norvégien Roald Amundsen essaie le premier de voyager à travers le Passage du nord-ouest.

## Naissances
- 3 août : Franz König, cardinal autrichien († 13 mars 2004).
- 5 août : Wassily Leontief, économiste russo-américain, Nobel 1973 († 5 février 1999).
- 9 août :  Pierre Klossowski, écrivain et dessinateur français († 12 août 2001).
- 12 août : Hans Urs von Balthasar, théologien catholique suisse († 26 juin 1988).
- 13 août : Litri (Manuel Báez Gómez), matador espagnol († 18 février 1926).
- 15 août : Hester Ford, supercentenaire américaine.
- 16 août : Marian Rejewski, cryptologue polonais († 13 février 1980).
- 27 août : Roger Bisseron, coureur cycliste français († 28 juin 1992).
- 30 août : Sarah Selby, actrice américaine († 7 janvier 1980).

## Décès
- 19 août : William-Adolphe Bouguereau, peintre français.
- 21 août : Seweryna Duchińska, écrivain polonaise.
- 29 août : Jean-Marie Déguignet, écrivain français.